# Zhu Xiaodong
Zhu Xiaodong (13 marzo 1969) è un ex giocatore di calcio a 5 cinese.

## Carriera
Zhu ha disputato il FIFA Futsal World Championship 1992 in cui la nazionale cinese di calcio a 5 è stata eliminata nel girone del primo turno comprendente Spagna, Stati Uniti e Russia.